# Venezillo pleogoniphorus
Venezillo pleogoniphorus är en kräftdjursart som först beskrevs av Rioja 1951.  Venezillo pleogoniphorus ingår i släktet Venezillo och familjen Armadillidae. Inga underarter finns listade i Catalogue of Life.